# Temporada de ciclones na região da Austrália de 2022-2023
A temporada de ciclones da região da Austrália de 2022–23 foi a quarta temporada consecutiva a ter atividade abaixo da média. A temporada começou oficialmente em 1 de novembro de 2022 e terminou em 30 de abril de 2023, no entanto, um ciclone tropical pode se formar a qualquer momento entre 1 de julho de 2022 e 30 de junho de 2023 e contará para o total da temporada. Durante a temporada, os ciclones tropicais serão monitorados oficialmente por um dos três centros de alerta de ciclones tropicais (TCWCs) para a região que são operados pelo Bureau de Meteorologia, National Weather Service da Papua Nova Guiné e pela Agência Indonésia de Meteorologia, Climatologia e Geofísica. O Joint Typhoon Warning Center dos Estados Unidos (JTWC) e outros serviços meteorológicos nacionais, incluindo a Météo-France e o Serviço Meteorológico de Fiji, também monitorarão a bacia durante a temporada.

## Previsões sazonais
| Tudo                                                         | 73% | 11 |
| Ocidente                                                     | 69% | 7  |
| Noroeste                                                     | 70% | 5  |
| Norte                                                        | 61% | 3  |
| Oriente                                                      | 74% | 4  |
| Pacífico Sul Ocidental                                       | 65% | 4  |
| Pacífico Sul Oriental                                        | 43% | 6  |
| Fonte: Perspectivas sazonais da BoM para Ciclones Tropicais. |     |    |

Em outubro de 2022, o Bureau de Meteorologia (BoM), o MetService da Nova Zelândia e o Instituto Nacional de Pesquisa da Água e Atmosfera (NIWA) emitiram as suas perspectivas de ciclones tropicais para a temporada de 2022-2023. As perspectivas exigiam um número acima da média de ciclones tropicais para a estação 2022-2023, com onze ciclones tropicais, previstos para ocorrer. Para a região da Austrália, a BoM previu que a estação teria apenas 73% de hipóteses de mais ciclones tropicais. Para a região ocidental, previa-se que a actividade estaria acima da média, com 69% de hipóteses de ciclones tropicais. A região norte e a subregião noroeste também veriam menos ciclones tropicais, com apenas 61% e 70% de hipóteses de mais ciclones tropicais do que a média.
A BoM emitiu duas previsões sazonais para o Oceano Pacífico Sul, para as suas regiões orientais e ocidentais auto-definidas do Oceano Pacífico Sul. Previam que a região do Sudoeste do Pacífico entre 142,5°E e 165°E, tinha uma probabilidade de 65% de ver actividade acima da sua média de 4 ciclones tropicais. A BoM também previu que a região do Sudeste do Pacífico entre 165°E e 120°W, tinha uma probabilidade de 43% de ver actividade acima da sua média de 6 ciclones tropicais.
Os modelos climáticos também sugerem que El Niño da Oscilação Sul (ENSO) voltará a condições neutras em 2023. O BoM observou que as anomalias de temperatura à superfície do mar no Oceano Índico equatorial. Espera-se que as águas mais quentes do que a média persistam ao norte da Austrália durante os próximos três meses, aumentando a probabilidade de ciclones tropicais. A BoM também previu que a Região Oriental tinha 74% de probabilidade de ver actividade acima da sua média de 4 ciclones tropicais. Estas perspectivas contabilizadas incluíam o estado da ENSO. Um risco médio mais elevado de ciclones tropicais foi também previsto pela NIWA para as nações a leste da Linha Internacional da Data.

## Resumo sazonal

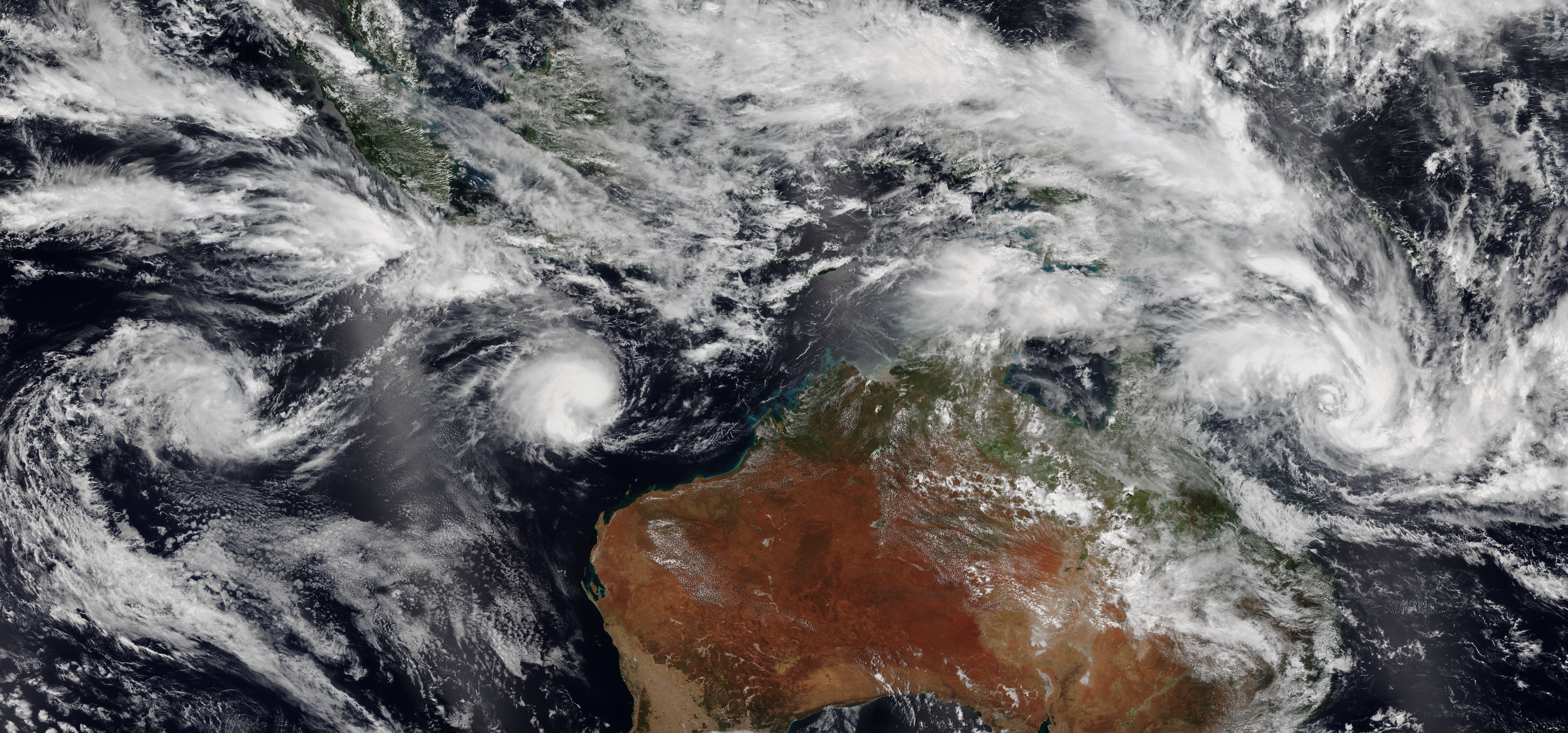
Três sistemas tropicais perto da Austrália em 8 de fevereiro de 2023. Da esquerda para a direita, são eles: Baixa tropical 11U (mais tarde Dingani), ciclone tropical severo Freddy e ciclone tropical Gabrielle.

Uma baixa tropical se formou em 26 de julho e mais tarde foi designada como 01U, um início de temporada excepcionalmente precoce. O sistema atingiu ventos com força de tempestade tropical e convecção profunda persistente por alguns dias antes do cisalhamento do vento começar a aumentar. Na análise posterior, 01U foi atualizado para um ciclone tropical de categoria 1 (escala australiana). Em novembro, a baixa O2U tropical foi designada pelo BoM e encontrou condições marginalmente favoráveis. A baixa foi atualizada para ciclone tropical 04S pelo JTWC depois que ventos com força de tempestade tropical foram encontrados. No final do mês, uma baixa tropical se formou e foi um sistema de longa duração antes de se dissipar em 26 de novembro. Houve também outra baixa tropical que se formou no Golfo de Carpentaria, mas não se desenvolveu mais. Em dezembro, a baixa tropical 05U se formou e recebeu o nome de Darian após se intensificar em um ciclone tropical de categoria 1. Em 19 de dezembro, tornou-se o primeiro ciclone tropical severo da temporada. Ao longo do dia, a tempestade entrou inesperadamente em condições muito favoráveis, e sofreu uma rápida intensificação. Atingiu a categoria 5 na escala do BoM no dia seguinte e atingiu o pico como categoria 4 na escala SSHWS, saindo posteriormente para a bacia do sudoeste do Oceano Índico. Mais tarde naquele mês, uma baixa tropical se formou, intensificando-se posteriormente em um ciclone tropical de categoria 1 e foi nomeado Ellie. Ellie então cruzou a costa do Território do Norte, chegando a um local pouco povoado a sudoeste de Daly River às 13:30 UTC (23:00 ACST). Logo após o desembarque, o JTWC interrompeu os avisos no sistema.
No dia seguinte, o BoM divulgou seu último boletim sobre Ellie, quando o sistema enfraqueceu para uma baixa tropical. No entanto, Ellie permaneceu rastreável, enquanto se movia para o sudoeste em direção à região da Austrália Ocidental durante o resto de dezembro. O BoM então deu à baixa tropical uma chance moderada de se transformar em um ciclone tropical em 1 de janeiro. A tempestade então se moveu para sudeste e enfraqueceu ainda mais ao se mover para o interior mais uma vez. Em 6 de janeiro, o BoM afirmou que baixa tropical 07U se formou a partir de um vale de monção no nordeste da Austrália. O JTWC posteriormente o atualizou para um ciclone tropical de categoria 1 (escala australiana) e o apelidou de ciclone 07P. No entanto, o BoM não atualizou o sistema devido à falta de um centro bem definido. 07U mais tarde mudou-se para a bacia do Pacífico Sul e foi nomeado Hale. No final de janeiro, uma baixa tropical tornou-se 06F na bacia do Pacífico Sul, e as baixas tropicais 10U e 12U permaneceram fracas. Em fevereiro, a atividade aumentou em toda a bacia, com as formações de baixa tropical 11U, Freddy e Gabrielle. Freddy aproveitou as condições favoráveis e intensificou para um ciclone tropical severo de categoria 3. Gabrielle também se intensificou constantemente para um ciclone tropical severo quando o ciclone se dirigiu para o sudeste e se mudou para a bacia do Pacífico Sul em 10 de fevereiro. 11U saiu da bacia da região australiana e foi nomeado Dingani na bacia do sudoeste do Oceano Índico. Freddy mais tarde se intensificou rapidamente para a categoria 4 nas escalas australiana e SSHWS. Outra baixa tropical, 15U, formou-se em 11 de fevereiro e durou até 17 de fevereiro. Após 15U, formou-se uma baixa tropical fraca, seguida pelas baixas tropicais 16U e 17U. Outra baixa tropical fraca, 18U, formou-se em 27 de fevereiro. 17U foi observado pela última vez em 27 de fevereiro e, em 1 de março, 18U mudou-se para a bacia do Pacífico Sul, onde se tornou Kevin. Depois de uma calmaria por algumas semanas, o baixo 20U tropical se formou e se dirigiu para o sudoeste antes de degenerar na costa da Austrália Ocidental. Outro baixo tropical se formou e foi nomeado Herman, que rapidamente se intensificou para uma categoria 5 na escala AUS com um olho quente e bem definido. Posteriormente, o cisalhamento do vento desacoplou Herman e o ciclone se dissipou. A baixa tropical 22U se formou no norte do mar de Arafura e se dissipou. Uma rajada de vento de oeste levou à formação da baixa tropical 23U. Depois de lutar contra o forte cisalhamento do vento, o sistema foi batizado de Ilsa. O ciclone se intensificou rapidamente devido à interação do jato e atingiu o pico como categoria 5 nas escalas AUS e SSHWS antes de atingir a costa a nordeste de Port Hedland. Uma baixa tropical fraca se formou em 14 de abril. Outra baixa tropical fraca se formou em 30 de abril.

## Sistemas

### Baixa tropical 01U
Em 26 de julho, o Bureau of Meteorology (BoM) informou que uma baixa tropical se formou devido a um aumento na atividade de tempestades de monções durante a Oscilação Madden-Julian (MJO).   A convecção profunda tornou-se mais pronunciada e organizada com uma calha de nível superior ao redor do centro. Às 15:00 UTC de 28 de julho, o Joint Typhoon Warning Center (JTWC) emitiu um Alerta de Formação de Ciclones Tropicais (TCFA) para o distúrbio. O sistema estava localizado em um ambiente favorável, com temperaturas da superfície do mar variando de 28 a 30 graus Celsius, e o JTWC emitiu seu primeiro alerta sobre a tempestade seis horas depois como ciclone tropical 01S. Durante a análise pós-tempestade do BoM, o sistema foi atualizado para um ciclone tropical de categoria 1 em 29 de julho, embora tenha permanecido sem nome. 01U atingiu o pico de intensidade com ventos máximos sustentados de 1045 kn (83 km/h; 52 mph). Às 09:00 UTC de 31 de julho, o JTWC emitiu seu aviso final sobre o sistema. Mais tarde naquele dia, 01U se dissipou completamente. O ciclone não teve nenhum impacto nas Ilhas Cocos, apesar de seu período de ventos fortes, que foram menores que a força do vendaval.

### Baixa tropical 02U
Em 1 de novembro, o BoM começou a rastrear uma baixa tropical no noroeste da região. Imagens de satélite revelaram que o sistema foi deslocado de seu centro de circulação. As condições ambientais foram avaliadas pelo BoM como desfavoráveis para intensificação significativa do sistema. O sistema recebeu o código identificador oficial 02U. Nas últimas doze horas, o sistema melhorou. Às 03:00 UTC de 3 de novembro, o JTWC emitiu um TCFA, após observar seu obscuro centro de circulação de baixo nível (LLCC). Mais tarde naquele dia, o JTWC posteriormente iniciou alertas sobre o sistema e o classificou como ciclone tropical 04S. O sistema tinha um LLCC amplo e totalmente exposto, embora tenha havido alguma atividade aumentada de tempestade associada ao sistema. O BoM parou de rastrear o sistema. O sistema cruzou brevemente a bacia do sudoeste do Oceano Índico em 5 de novembro.

### Ciclone tropical severo Darian
Em 13 de dezembro, o BoM informou que baixa tropical 05U formou aproximadamente 170 km (110 mi) ao norte das Ilhas Cocos, inicialmente previsto para não se desenvolver mais devido a condições não propícias. No entanto, ao longo dos próximos 5 dias, as condições melhoraram, com diminuição do cisalhamento vertical do vento. Às 11h30 UTC de 17 de dezembro, as imagens de satélite mostraram um centro de baixo nível parcialmente exposto embutido em convecção profunda, levando o JTWC a emitir um TCFA. No dia seguinte, o sistema se fortaleceu em um ciclone de categoria 1 na escala australiana, com o BoM nomeando-o de Darian. Mais tarde naquele dia, o JTWC iniciou alertas sobre o sistema e o classificou como ciclone tropical 05S. O BoM avaliou que o ciclone se fortaleceu para um ciclone de categoria dois em 19 de dezembro e posteriormente para um ciclone de categoria três na escala australiana. Às 15:00 UTC, o JTWC elevou Darian a um ciclone equivalente à categoria um na escala de ventos de furacões Saffir-Simpson (SSHWS), com ventos máximos sustentados de 1 minuto de 75 kn (139 km/h; 86 mph).
Darian então se fortaleceu para um ciclone equivalente à categoria três no SSHWS em um ambiente de baixo cisalhamento do vento, temperaturas quentes da superfície do mar e bom fluxo de saída em direção aos pólos de nível superior, o que levou a tempestade a ter um olho simétrico de 43 km (23 nmi). O ciclone se intensificou rapidamente e foi atualizado para um ciclone de categoria 4 pelo BM. Da mesma forma, o JTWC atualizou ainda mais Darian para um ciclone equivalente à categoria 4 por volta das 21:00 UTC, enquanto exibia algumas características anulares. Darian continuou a se intensificar rapidamente e atingiu a intensidade da categoria 5 na escala australiana às 00:00 UTC de 21 de dezembro. Mais tarde naquele dia, saiu da bacia e mudou-se para a bacia do sudoeste do Oceano Índico.

### Ciclone tropical Ellie
Durante o final de dezembro, um forte pulso do MJO seguiu para o leste através do Oceano Índico equatorial e se aproximou das longitudes australianas. Durante o dia 20 de dezembro, o BoM informou que uma baixa tropical se formou dentro da depressão das monções a noroeste de Darwin no Mar de Timor. Inicialmente localizada em um ambiente favorável à intensificação, a perturbação passou a encontrar condições um tanto melhoradas. As imagens de satélite indicaram uma melhora na estrutura do distúrbio, com o sistema exibindo um aumento na convecção profunda em chamas. O JTWC emitiu um TCFA para o sistema às 02:00 UTC de 22 de dezembro. A baixa recebeu o código identificador oficial 06U. Às 09:00 UTC, o JTWC subsequentemente designou a tempestade como ciclone tropical 06S, citando que a convecção rapidamente se tornou mais organizada e mais concentrada em torno do amplo centro. Mais tarde naquele dia, o BoM's informou que a baixa tropical havia se desenvolvido em um ciclone de categoria 1 na escala australiana e o chamou de Ellie. Ellie então cruzou a costa do Território do Norte (NT), chegando a um local pouco povoado a sudoeste de Daly River às 13:30 UTC (23:00 ACST). Logo após o desembarque, o JTWC interrompeu os avisos no sistema. No dia seguinte, o BoM divulgou seu último boletim sobre Ellie, quando o sistema enfraqueceu para uma baixa tropical. No entanto, Ellie permaneceu rastreável, enquanto se movia para o sudoeste em direção à região da Austrália Ocidental durante o resto de dezembro. O BoM então deu à baixa tropical uma chance moderada de se transformar em um ciclone tropical em 1 de janeiro. No entanto, eles posteriormente reduziram suas chances de se desenvolver novamente para muito baixo, já que a tempestade virou para sudeste mais para o interior e estava enfraquecendo. Apesar de permanecer por terra, o sistema se intensificou, causando vendavais no oeste de Kimberley. O ciclone, então conhecido como "ex-Ciclone Tropical Ellie", voltou para o Território do Norte por volta de 7 de janeiro e eventualmente se dissipou no sudoeste do Território do Norte em 8 de janeiro.
Antecipando-se a Ellie, o BoM emitiu um alerta de ciclone tropical para a costa da Austrália Ocidental e Território do Norte. O ciclone causou principalmente chuvas torrenciais e rajadas de vento fortes ao longo do Top End, quando se tornou um ciclone tropical. Timber Creek experimentou inundações "uma vez em 50 anos" quando o ciclone passou pela cidade em 24 de dezembro. Chuvas fortes levaram os níveis de água no rio Fitzroy a atingir 15,81 m, superando seu recorde de 2002 de 13,95 m. Em janeiro, o rio estava 50 km (31 mi) de largura em algumas partes. As inundações continuaram em janeiro, com o Ministro dos Serviços de Emergência de WA, Stephen Dawson, dizendo que era uma crise de inundação "uma vez em um século". A infraestrutura foi danificada e comunidades indígenas remotas foram completamente isoladas. O pessoal de defesa foi enviado para a região de Kimberley na Austrália Ocidental, três aeronaves da RAAF foram fornecidas para evacuar os residentes e cinco helicópteros foram enviados para ajudar na crise. Pagamentos de dificuldades foram feitos pelos governos estadual, territorial e da Commonwealth, e o primeiro-ministro Anthony Albanese prometeu "investimento maciço em infraestrutura" quando visitou a área posteriormente.

### Baixa tropical 07U (Hale)
Em 31 de dezembro, o BoM notou o potencial de uma baixa tropical se formando sobre o Mar de Coral, já que a monção estava prevista para se fortalecer ainda mais na região. Três dias depois, a agência colocou uma chance baixa para o potencial baixo se transformar em um ciclone tropical na região. Em 6 de janeiro, o BoM informou que baixa tropical 07U havia desenvolvido aproximadamente 190 km (120 mi) ao norte-nordeste de Townsville em Queensland. O JTWC deu uma chance média de se transformar em um ciclone tropical, antes de emitir um TCFA dizendo que a chance de o sistema se transformar em um ciclone tropical era alta 8 horas depois. Com um ambiente favorável de baixo cisalhamento do vento, temperaturas quentes da superfície do mar e bom escoamento radial, o sistema se intensificou em um ciclone tropical no final do mesmo dia de acordo com o JTWC e designando-o como 07P. O BoM não atualizou 07U como tal, citando que seu centro era alongado de noroeste para sudeste. 07U depois saiu da bacia e mudou-se para a bacia do Pacífico Sul.

### Baixa tropical 10U
Em 19 de janeiro, o BoM observou que uma baixa tropical pode se formar dentro de um vale de monção que estava se formando sobre o Golfo de Carpentária, e esperava-se que se estendesse até o Mar de Arafura. Nos dias seguintes, a baixa formou-se lentamente dentro do vale, e em 22 de janeiro, a agência informou que baixa tropical 10U havia se formado, aproximadamente 170 km (110 mi) ao norte de Nhulunbuy. A baixa tropical moveu-se geralmente para o oeste, e foi observada pela última vez em 26 de janeiro enquanto estava localizada a cerca de 470 km oeste-noroeste de Kalumburu.

### Baixa tropical 11U (Dingani)
Em 3 de fevereiro, a baixa tropical 11U se desenvolveu perto da fronteira da Área de Responsabilidade Australiana (AOR) e se dirigiu para o oeste em direção às Ilhas Cocos. A baixa continuou fraca, pois as condições eram desfavoráveis para o desenvolvimento. 11U então continuou para sudoeste, intensificando-se significativamente. O 11U saiu da bacia em direção ao sudoeste do Oceano Índico em 9 de fevereiro.

### Baixa tropical 12U
Em 30 de janeiro, o BoM destacou que uma baixa fraca poderia se formar perto da Ilha Christmas, já que o vale das monções começou a ser mais ativo nos trópicos. No dia seguinte, a baixa fraca se formou dentro do vale, e a agência a classificou como 12U. Nos dias seguintes, a baixa moveu-se lentamente, antes de encontrar condições desfavoráveis para o desenvolvimento em 3 de fevereiro. O BoM observou pela última vez 12U cerca de 740 km (460 mi) ao sul da Ilha Christmas no dia seguinte.

### Ciclone tropical severo Freddy
No início de 5 de fevereiro, uma baixa tropical foi inicialmente localizada ao sul de Bali, na Indonésia. Inicialmente, a circulação era alongada e mal definida, mas durante a noite e durante a noite, ocorreu convecção persistente e começou a apresentar sinais de melhora na organização. Em 6 de fevereiro, o JTWC emitiu um TCFA sobre o sistema. Às 09:00 UTC, o JTWC iniciou alertas sobre o sistema e o classificou como Ciclone Tropical 11S. O BoM atualizou o sistema para o ciclone tropical Freddy, citando um período de rápido desenvolvimento enquanto se movia lentamente para o sul-sudoeste.
Ao longo do dia seguinte, as bandas alimentadoras cobriram seu céu nublado denso (CDO) muito amplo e central, levando o JTWC a atualizar o sistema para um ciclone equivalente à categoria 1. O BoM posteriormente seguiu o exemplo e atualizou Freddy para um ciclone tropical de categoria 2. Freddy começou a mostrar uma característica ocular vista pela primeira vez em imagens de microondas, com Freddy mais tarde se tornando um ciclone equivalente à categoria 2. Freddy enfraqueceu ligeiramente devido ao CDO e uma área persistente de topos de nuvens frias. Freddy voltou a enfraquecer para uma tempestade tropical, e os ventos estimados do BoM de 55 kn (102 km/h; 63 mph) devido aos seus ventos de leste, o que resultou em cisalhamento moderado do vento.
Durante 11 de fevereiro, Freddy se intensificou para um ciclone tropical severo de categoria 4 devido à presença de um olho bem definido cercado por convecção fria profunda. Freddy sofreu um rápido aprofundamento e atingiu um ciclone equivalente à categoria 4 com um CDO simétrico. A tempestade continuou a enfraquecer devido ao forte cisalhamento do vento, os ventos estimados pelo BoM de85 kn (157 km/h; 98 mph). Em 14 de fevereiro, saiu da bacia e entrou na bacia do sudoeste do Oceano Índico. Freddy não afetou diretamente a costa australiana com vento ou chuva, mas as ondas do sistema atingiram a plataforma noroeste, com relatórios de 2 m a 2,5 m.

### Ciclone tropical severo Gabrielle
Em 5 de fevereiro, uma baixa tropical se formou no Mar de Coral ao sul das Ilhas Salomão. Mais ou menos ao mesmo tempo, o LLCC do sistema foi exposto com convecção desorganizada persistente. No dia seguinte, à medida que o sistema se movia para o sul, ele se desenvolveu ainda mais, com imagens de satélite mostrando um aumento na curvatura ciclônica da convecção. Mais tarde, às 06:00 UTC, o JTWC emitiu um TCFA, após observar sua obscura LLC. Por volta das 03:00 UTC de 8 de fevereiro, o JTWC iniciou alertas sobre o sistema e o classificou como ciclone tropical 12P, quando o bandamento fragmentado estava se envolvendo amplamente no LLC consolidado exposto. No final do mesmo dia, o BoM informou que a baixa tropical se desenvolveu em um ciclone tropical de categoria 1 e o nomeou Gabrielle. O ciclone deslocou-se lentamente para o sul enquanto a convecção profunda se consolidou, e o sistema foi atualizado para um ciclone tropical de categoria 2, enquanto o JTWC atualizou Gabrielle para o equivalente a um ciclone equivalente de categoria 1 de baixo custo com ventos de65 kn (120 km/h; 75 mph). Por volta das 18:00 UTC de 9 de fevereiro, a tempestade continuou a se intensificar e logo se tornou um ciclone tropical severo de categoria 3. Mais tarde, no dia seguinte, saiu da bacia e mudou-se para a bacia do Pacífico Sul, onde se tornou um ciclone equivalente à categoria 2.

### Baixa tropical 15U
Em 11 de fevereiro, o BoM informou que a baixa tropical 15U estava se formando no leste do Top End. O JTWC também começou a monitorar o distúrbio, que a agência classificou pelo identificador de código Invest 91P, e deu a ele uma chance baixa de desenvolvimento. No dia seguinte, o JTWC posteriormente atualizou a chance de desenvolvimento do sistema para médio. Posteriormente, o BoM avaliou que o 15U ainda era uma baixa tropical fraca e deu a ele uma chance baixa de desenvolvimento. A baixa então moveu-se lentamente para sudeste, antes de se mover para o interior em 16 de fevereiro e ser observada pela última vez nas perspectivas de ciclones tropicais do BoM no dia seguinte.

### Baixa tropical 16U
Em 22 de fevereiro, a baixa tropical 16U se formou ao norte de Port Hedland e lentamente se deslocou para o nordeste. Embora a baixa não tenha se intensificado em um ciclone tropical, a Ilha Troughton experimentou vendavais brevemente em 27 de fevereiro no final da tarde e início da noite. Sobre o Kimberley e no Território do Norte, a baixa continuou se movendo para o leste. A baixa viajou no Território do Norte. Durante 5-6 de março, a baixa viajou sobre o Golfo de Carpentaria e, no dia seguinte, voltou a pousar no noroeste de Queensland. O sistema finalmente se dissipou em 10 de março.
A principal rodovia que liga a Austrália Ocidental e o Território do Norte foi fechada devido a inundações causadas por fortes chuvas em rios e estradas. Devido à inundação de residências e serviços essenciais, cerca de 700 pessoas foram inicialmente deslocadas de várias cidades do Território do Norte; 300 dessas pessoas foram afetadas por mais de um mês. Inundações recordes no noroeste de Queensland levaram a evacuações e inundaram severamente várias residências rurais, bem como certas cidades, incluindo Burketown, Urandangi e Camooweal. A mídia cobriu os enormes estragos nas estradas e propriedades, bem como as enormes perdas de gado que ocorreram na área.

### Baixa tropical 17U
Em 24 de fevereiro, o BoM informou que uma fraca baixa tropical que eles classificaram como 17U estava localizada sobre a terra ao sul do Golfo Joseph Bonaparte. 17U foi observado pela última vez em 27 de fevereiro.

### Baixa tropical 18U (Kevin)
Em 27 de fevereiro, uma fraca baixa tropical se formou na costa de Queensland. O BoM o designou como 18U. O JTWC começou a monitorar a baixa tropical e definir a chance de desenvolvimento de ciclones tropicais como baixa. Em 1 de março, o JTWC emitiu um TCFA sobre o sistema devido ao sistema ter uma estrutura muito melhorada. A baixa tropical entrou na bacia do Pacífico Sul no mesmo dia, onde foi designada como depressão tropical 09F pelo FMS.

### Baixa tropical 20U
Uma baixa tropical formou-se em 25 de março perto de Timor-Leste. Dirigiu-se geralmente para o sudoeste antes de se dissipar em 30 de março.

### Ciclone tropical severo Herman
Em 28 de março, uma fraca baixa tropical se formou ao norte das Ilhas Cocos e viajou para o sudeste em mar aberto. Imagens de satélite mostraram aquela convecção em chamas que circulava sobre o LLCC obscurecido. Mais tarde, no dia seguinte, o JTWC emitiu um TCFA e atualizou o sistema para o ciclone tropical 17S. Mais tarde naquele dia, o BoM's informou que a baixa tropical se desenvolveu em um ciclone tropical de categoria 1 na escala australiana e o nomeou Herman. Mais tarde, o BoM avaliou que o ciclone se fortaleceu em um50 kn (93 km/h; 58 mph). Herman intensificou ainda mais com uma característica do olho começando a aparecer nas imagens de microondas. Imagens de satélite animadas multiespectrais revelaram um LLCC exposto com convecção profunda persistindo ao longo da periferia oeste do LLCC e atingindo ventos máximos sustentados de 1 minuto de70 kn (130 km/h; 81 mph). Herman intensificou ainda mais para um ciclone de categoria 4 devido à presença de um olho bem definido.
Continuando a se intensificar rapidamente, Herman então se fortaleceu em um ciclone tropical severo de categoria 5, enquanto o JTWC atualizou Herman com ventos médios de 10 minutos de110 kn (200 km/h; 130 mph). Herman viu condições menos favoráveis em 1 de abril, após atingir o pico em 31 de março, quando o ar seco foi engolido pela circulação. Herman era altamente compacto, com um olhar distinto cercado por topos de nuvens frias. A tempestade continuou a enfraquecer, os ventos estimados pelo BoM de105 kn (194 km/h; 121 mph). Herman tornou-se cada vez mais irregular e alongado à medida que a convecção profunda diminuía e começava a se deslocar. Durante o dia 2 de abril, embora continuando a enfraquecer, tanto o BoM quanto o JTWC pararam de emitir alertas. A essa altura, o sistema havia virado para o oeste e estava se dissipando nas águas abertas do Oceano Índico em 4 de abril.

### Baixa tropical 22U
Em 30 de março, o BoM informou que a baixa tropical 22U havia se formado no norte do Mar de Arafura. O sistema permaneceu fraco enquanto se movia para oeste-sudoeste, antes de degenerar em 2 de abril.

### Ciclone tropical severo Ilsa
Em 6 de abril, uma baixa tropical formou-se no Mar de Timor como resultado de uma explosão ativa do vale das monções. O JTWC posteriormente emitiu um TCFA no dia seguinte. Durante o dia seguinte, o JTWC iniciou alertas sobre o sistema e o classificou como ciclone tropical 18S. A baixa flutuou lentamente para o sudoeste durante os próximos dias, embora o desenvolvimento tenha sido atrasado por condições ambientais desfavoráveis. Quando as condições melhoraram, a baixa se desenvolveu em um ciclone tropical de categoria 1 e foi nomeado Ilsa. No dia seguinte, ele se intensificou para um ciclone tropical severo de categoria 3, ao mesmo tempo em que foi atualizado para um ciclone tropical equivalente a categoria 2 no SSHWS.
Mais tarde, no dia seguinte, o BoM avaliou que a tempestade atingiu ventos sustentados de dez minutos de 90 kn (170 km/h; 100 mph), classificando-o como um ciclone de categoria 4. Em 13 de abril, o JTWC também avaliou que Ilsa atingiu uma intensidade equivalente a um ciclone tropical equivalente à categoria 4 na escala de furacões Saffir-Simpson. Mais tarde naquele dia, Ilsa se fortaleceu ainda mais até seu pico de intensidade como um ciclone tropical equivalente à categoria 5 com ventos sustentados de 1 minuto de 140 kn (260 km/h; 160 mph). Uma estação meteorológica automatizada em Rowley Shoals registrou rajadas de vento de até 127 kn (235 km/h; 146 mph).
Mais tarde naquele mesmo dia, Ilsa tornou-se um ciclone tropical severo de categoria 5 com ventos sustentados de110 kn (200 km/h; 130 mph). Uma velocidade de vento sustentada recorde de dez minutos de 218 km/h foi medido na Ilha Bedout, batendo o recorde anterior do ciclone George em 2007. O ciclone atravessou a costa cerca de 120 km a nordeste de Port Hedland às 16:00 UTC, com ventos sustentados de115 kn (213 km/h; 132 mph). Logo após o desembarque, o JTWC interrompeu os avisos no sistema. Enquanto sobre a Austrália Ocidental, Ilsa enfraqueceu para um ciclone tropical de baixo custo com 95 kn (176 km/h; 109 mph) ventos. Ilsa foi observada pela última vez em 15 de abril.

### Outros sistemas
Em 15 de novembro, o BoM relatou uma baixa tropical fraca perto do sul da Indonésia. O JTWC divulgou um TCFA afirmando que a baixa poderia se intensificar em breve e o chamou de Invest 94S. No dia seguinte, o JTWC cancelou seu TCFA e reduziu suas chances para baixo. Ele continuou a se mover para o leste antes de ser observado pela última vez em 24 de novembro.
Em 30 de novembro, o BoM informou que uma fraca baixa tropical havia se desenvolvido ao longo de um vale no centro do Golfo de Carpentaria. Em geral, moveu-se para sudeste antes de ser observado pela última vez pelo BoM em 2 de dezembro, perto da península ocidental do Cabo York.
Em 13 de janeiro, o BoM observou o potencial de formação de uma baixa tropical no Mar de Coral oriental. No dia seguinte, o Fiji Meteorological Service (FMS) designou o potencial baixo como Tropical Disturbance 05F, enquanto ainda estava na área de responsabilidade do BoM. O 05F entrou brevemente na bacia do Pacífico Sul em 15 de janeiro, antes de voltar para a região no final do mesmo dia. Em 16 de janeiro, o BoM elevou 05F para uma baixa tropical fraca. O JTWC emitiu um TCFA sobre o sistema em 17 de janeiro, afirmando que sua chance de se transformar em um ciclone tropical era alta. Mais tarde naquele dia, saiu da bacia novamente e mudou-se para a bacia do Pacífico Sul.
Em 15 de janeiro, o BoM notou o potencial de formação de outra baixa tropical, desta vez no norte do Mar de Coral, dentro de um vale de monção que se esperava formar. Dois dias depois, a agência informou que a baixa tropical havia se formado e deu a ela uma grande chance de se transformar em um ciclone tropical dentro da bacia. O JTWC posteriormente emitiu um TCFA no dia seguinte. Continuando para o sudeste, a baixa tropical então saiu da bacia e entrou na bacia do Pacífico Sul em 20 de janeiro, onde foi imediatamente designada como Depressão Tropical 06F pelo FMS.
Em 17 de fevereiro, o BoM informou que uma fraca baixa tropical havia se formado, dentro de um vale, ao sul da Indonésia. Foi anotado pela última vez no dia seguinte.
Em 14 de abril, o BoM começou a destacar em seus boletins diários que uma fraca baixa tropical estava se formando perto das Ilhas Salomão. A baixa tropical mais tarde saiu da bacia e entrou na bacia do Pacífico Sul, onde foi designada como Perturbação Tropical 13F pelo FMS.

Em 30 de abril, uma fraca baixa tropical a sudeste da Ilha Christmas foi notada pelo BoM em seus boletins diários. As condições ambientais não eram favoráveis para um maior desenvolvimento da baixa à medida que seguia para o oeste. A baixa tropical foi notada pela última vez como tendo enfraquecido no vale em 2 de maio.

## Nomes das tempestades

### BOM da Austrália
O Australian Bureau of Meteorology (TCWC Melbourne) monitora todos os ciclones tropicais que se formam na região australiana, incluindo qualquer um dentro das áreas de responsabilidade do TCWC Jakarta ou TCWC Port Moresby.  Se uma baixa tropical atingir a força do ciclone tropical dentro da área de responsabilidade do BM, será atribuído o próximo nome da lista de nomenclatura a seguir. Os nomes que foram usados para a temporada 2022–23 estão listados abaixo:
| - Darian - Ellie - Freddy - Gabrielle | - Herman - Ilsa |

### TCWC Jacarta
O TCWC Jakarta monitora os ciclones tropicais do Equador até 11S e de 90E a 145E. Se uma Depressão Tropical atingir a força do Ciclone Tropical dentro da Área de Responsabilidade do TCWC Jacarta, será atribuído o próximo nome da lista a seguir: 
| - Anggrek (sem usar) - Bakung (sem usar) | - Cempaka (sem usar) - Dahlia (sem usar) | - Flamboyan (sem usar) - Lili (sem usar) |

### TCWC Port Moresby
Os ciclones tropicais que se desenvolvem ao norte de 11°S entre 151°E e 160°E são nomeados pelo Tropical Cyclone Warning Center em Porto Moresby, Papua-Nova Guiné. A formação de ciclones tropicais nesta área é rara, sem nomes de ciclones desde 2007 Como os nomes são atribuídos em ordem aleatória, a lista completa é mostrada abaixo:
| - Hibu (sem usar) - Ila (sem usar) - Kama (sem usar) - Lobu (sem usar) - Maila (sem usar) | - Alu (sem usar) - Buri (sem usar) - Dodo (sem usar) - Emau (sem usar) - Fere (sem usar) |

## Efeitos sazonais
Tabela da temporada de ciclones na Austrália de 2022-2023
| Nome                | Datas ativo                 | Classificação máxima                | Velocidade de vento sustentados | Pressão               | Áreas afetadas                                                            | Danos (USD)   | Fatalidades                              | Refs                   |
| ------------------- | --------------------------- | ----------------------------------- | ------------------------------- | --------------------- | ------------------------------------------------------------------------- | ------------- | ---------------------------------------- | ---------------------- |
| 01U                 | 28–31 de julho              | Baixa tropical                      | 75 km/h (45 mph)                | 994 hPa (29.4 inHg)   | Ilhas Cocos                                                               | Não divulgado | Não divulgado                            |                        |
| 02U                 | 1–5 de novembro             | Baixa tropical                      | Não especificado                | 1004 hPa (29.6 inHg)  |                                                                           | Não divulgado | Não divulgado                            |                        |
| TL                  | 30 novembro - 2 dezembro    | Baixa tropical                      | Não especificado                | 1001 hPa (29.6 inHg)  | Península de Cabo York                                                    | Nenhum        | &-1-1-1-1-1-1-1-1-1-1-1-1-1-1-1-1.000000 |                        |
| Darian              | 13–21 de dezembro           | Ciclone tropical severa categoria 5 | 220 km/h (140 mph)              | 920 hPa (27 inHg)     | Ilhas Cocos                                                               | Nenhum        | Nenhum                                   |                        |
| Ellie               | 20 dezembro - 21 janeiro    | Ciclone tropical categoria 1        | 75 km/h (45 mph)                | 986 hPa (29.1 inHg)   | Território do Norte, Austrália Ocidental                                  | Desconhecido  | Nenhum                                   |                        |
| Hale                | 6–7 de janeiro              | Baixa tropical                      | 260 km/h (160 mph)              | 994 hPa (29.4 inHg)   | Nenhum                                                                    | Nenhum        | Nenhum                                   |                        |
| Irene               | 16-jan. – 17-jan.           | Baixa tropical                      | Não especificado                | 999 hPa (29.5 inHg)   | Nenhum                                                                    | Nenhum        | 0                                        |                        |
| 06F                 | 18-jan. – 20-jan.           | Baixa tropical                      | Não especificao                 | 996 hPa (29.4 inHg)   | Nenhum                                                                    | Nenhum        | 0                                        |                        |
| 10U                 | 22-jan. – 26-jan.           | Baixa tropical                      | N/A                             | 1,001 hPa (29.6 inHg) | Território do Norte                                                       | Nenhum        | 0                                        |                        |
| Dingani             | 27-jan. – 9-fev.            | Baixa tropical                      | 30 kn (56 km/h; 35 mph)         | 997 hPa (29.4 inHg)   | Ilhas Coco                                                                | Nenhum        | 0                                        |                        |
| 12U                 | 31-jan. – 4-fev.            | Baixa tropical                      | N/A                             | 1,002 hPa (29.6 inHg) | Nenhum                                                                    | Nenhum        | 0                                        |                        |
| Freddy              | 5-fev. – 14-fev.            | Categoria 4                         | 100 kn (190 km/h; 120 mph)      | 941 hPa (27.8 inHg)   | Pequenas Ilhas da Sonda                                                   | Nenhum        | 0                                        |                        |
| Gabrielle           | 6-fev. – 10-fev.            | Categoria 3                         | 80 kn (150 km/h; 92 mph)        | 958 hPa (28.3 inHg)   | Nenhum                                                                    | Nenhum        | 0                                        | [ 180 ]                |
| 15U                 | 11-fev. – 17-fev.           | Baixa tropical                      | 25 kn (46 km/h; 29 mph)         | 997 hPa (29.4 inHg)   | Território do Norte                                                       | Nenhum        | 0                                        |                        |
| TL                  | 17-fev. – 18-fev.           | Baixa tropical                      | N/A                             | 1,004 hPa (29.6 inHg) | Nenhum                                                                    | Nenhum        | 0                                        |                        |
| 16U                 | 23-fev. – 10-mar.           | Baixa tropical                      | N/A                             | 995 hPa (29.4 inHg)   | Austrália Ocidental, Território do Norte                                  | Nenhum        | 0                                        |                        |
| 17U                 | 24-fev. – 27-fev.           | Baixa tropical                      | N/A                             | 999 hPa (29.5 inHg)   | Território do Norte                                                       | Nenhum        | 0                                        |                        |
| Kevin               | 27-fev. – 1-mar.            | Baixa tropical                      | 30 kn (56 km/h; 35 mph)         | 998 hPa (29.5 inHg)   | Arquipélago de Louisiade                                                  | Nenhum        | 0                                        |                        |
| 20U                 | 25-mar. – 30-mar.           | Baixa tropical                      | N/A                             | 1,005 hPa (29.7 inHg) | Nenhum                                                                    | Nenhum        | 0                                        |                        |
| Herman              | 28-mar. – 2-abr.            | Categoria 5                         | 110 kn (200 km/h; 130 mph)      | 935 hPa (27.6 inHg)   | Ilhas Coco                                                                | Nenhum        | 0                                        |                        |
| 22U                 | 30-mar. – 2-abr.            | Baixa tropical                      | N/A                             | N/A                   | Nenhum                                                                    | Nenhum        | 0                                        |                        |
| Ilsa                | 5-abr. – 16-abr.            | Ciclone categoria 5                 | 125 km/h                        | 125 HPa               | Maluku, Pequenas Ilhas da Sonda, Território do Norte, Austrália Ocidental | > 2.7 milhão  | 0 (8)                                    | [ 22 ] [ 181 ] [ 182 ] |
| TL                  | 14-abr. – 15-abr.           | Baixa tropical                      | N/A                             | N/A                   | Ilhas Salomão                                                             | Nenhum        | 0                                        |                        |
| TL                  | 30-abr. – 2-maio            | Baixa tropical                      | N/A                             | N/A                   | Ilha Natal                                                                | Nenhum        | 0                                        |                        |
| Totais da temporada |                             |                                     |                                 |                       |                                                                           |               |                                          |                        |
| 25 sistemas         | 26 julho 2022 - 2 maio 2023 |                                     | 125 km/h                        | 920 hPa               |                                                                           | 2,7 milhões   | 0 (8)                                    |                        |